# Завада (гміна Камениця-Польська)
Завада (пол. Zawada) — село в Польщі, у гміні Камениця-Польська Ченстоховського повіту Сілезького воєводства.
Населення — 660 осіб (2011).
У 1975-1998 роках село належало до Ченстоховського воєводства.

## Демографія
Демографічна структура станом на 31 березня 2011 року:
|          | Загалом | Допрацездатний вік | Працездатний вік | Постпрацездатний вік |
| -------- | ------- | ------------------ | ---------------- | -------------------- |
| Чоловіки | 334     | 65                 | 229              | 40                   |
| Жінки    | 326     | 55                 | 185              | 86                   |
| Разом    | 660     | 120                | 414              | 126                  |